# Canadian Horse
Das Canadian Horse oder Cheval Canadien ist eine kanadische Pferderasse.

## Exterieur
Das Canadian Horse ist ein kleines, „gut proportioniertes“ Pferd. Weiterhin ist es gekennzeichnet von einem kräftigen Hals, einer muskulösen Vorhand, einem kompakten Rumpf und einer kraftvollen Hinterhand. Es hat langes und dichtes Langhaar.

## Interieur
Die Rasse gilt als hart, willig, leichtfuttrig, fruchtbar und langlebig.

## Zuchtgeschichte
Erste Pferde wurden 1647 nach Kanada exportiert. Der französische König Ludwig XIV. ließ zwischen 1665 und 1670 zahlreiche Pferde nach Neufrankreich verschiffen, um dort eine Pferdezucht aufzubauen.
Für mehr als 150 Jahre wurden die Pferde ohne wesentliche Einflüsse in Kanada gezüchtet. Mitte des 19. Jahrhunderts gab es ca. 150.000 Canadian Horses, die überall in Kanada und den Vereinigten Staaten verbreitet waren. Einige seiner Eigenschaften wurden durch Einzucht bei anderen nordamerikanischen Pferderassen wie dem Morgan, dem Tennessee Walking Horse, dem Standardbred und dem American Saddlebred genutzt.
Ende des 19. Jahrhunderts wurden die Pferde zunehmend exportiert, z. B. im Zuge des Sezessionskrieges massenhaft an die US Army oder als Arbeitstiere für karibische Zuckerplantagen. Die Zahl der Tiere ging daraufhin massiv zurück und Ende der 1870er Jahre gab es nur noch weniger als 400 Exemplare. Daraufhin fanden sich mehrere kanadische Züchter zusammen, um die Rasse zu retten. Unter Leitung von Dr. J.A. Couture wurde die Rasse wieder erfolgreich gezüchtet. Die Rasseneintragung erfolgte 1886. Doch erst mit Gründung der Canadian Horse Breeders Association im Jahre 1895 erhielt die Züchtung der Rasse neue Impulse. 1907 erfolgte unter Dr. J.G. Rutherford eine neue Rasseneintragung mit verbesserten Standards.
Im Jahr 1913 setzte das kanadische Landwirtschaftsministerium ein neues Zuchtprogramm in Cap-Rouge, Québec auf. In Cap-Rouge wurde unter anderem der Hengst Albert De Cap Rouge geboren. Das Zuchtprogramm zog später nach St. Joachim um, wo es 1940 im Zuge des Zweiten Weltkriegs eingestellt wurde. Nach dem Krieg wurde die Zucht in Deschambault-Grondines bis 1979 fortgesetzt. Mit Einstellung des Programms ging die Zahl der Tiere erneut zurück. Aufgrund privater Zuchtinitiativen hat sich die Zahl der Tiere bis zum Jahr 2012 wieder auf ca. 6.000 erhöht.
Im Jahr 2002 wurde die Rasse vom kanadischen Parlament zum Nationalpferd Kanadas erklärt.
Die Rasse steht weiterhin auf der Liste der American Livestock Breeds Conservancy für bedrohte Tierrassen.